# Saarlandstraße (metropolitana di Amburgo)
Saarlandstraße è una stazione della metropolitana di Amburgo, sulla linea U3.